# Кулиева, Нураста Багир кызы
Нураста Багир кызы Кулиева (азерб. Növrəstə Bağır qızı Quliyeva; 1906 год, Нахичеванский уезд — 3 февраля 1982 года, Карабаглар, Бабекский район (с 2004 село в составе Кенгерлинского района)) — советский азербайджанский табаковод, Герой Социалистического Труда (1949).

## Биография
Родилась в 1906 году в селе Карабаглар Нахичеванского уезда Эриванской губернии (ныне Кенгерлинский район Нахичеванской АР Азербайджана).
Начала трудовую деятельность рядовым колхозником в 1933 году в колхозе имени Карла Маркса Ильичевского района. Позже звеньевая.
В 1948 году достигла высоких результатов области табака.
Указом Президиума Верховного Совета СССР от 1 июля 1949 года за получение высоких урожаев табака Кулиевой Нурасте Багир кызы присвоено звание Героя Социалистического Труда с вручением ордена Ленина и золотой медали «Серп и Молот».
С 1952 года на всесоюзной пенсии.
Скончалась 3 февраля 1982 года в родном селе.